# Tatinghem
Tatinghem [tatɛ̃ɡɛm] est une ancienne commune française située dans le département du Pas-de-Calais, en région Nord-Pas-de-Calais, devenue, entre le 1er janvier 2016 et le 19 juin 2020, une commune déléguée de la commune nouvelle de Saint-Martin-lez-Tatinghem.

## Géographie

### Localisation
Le territoire de la commune est limitrophe de ceux de six communes :
| Salperwick |           | Saint-Martin-au-Laërt |
| Zudausques | Tatinghem |                       |
| Leulinghem | Wisques   | Longuenesse           |

### Milieux naturels et biodiversité

#### Espace protégé et géré
La protection réglementaire est le mode d’intervention le plus fort pour préserver des espaces naturels remarquables et leur biodiversité associée.
Dans ce cadre, la commune fait partie d'un espace protégé : la réserve de biosphère du marais audomarois, zone de transition, d'une superficie de 18 303 ha.

## Toponymie
Le nom de la localité est attesté sous les formes Tatinga villa en 648 ; Tathingahem en 826 ; Tatingelsem en 1075 ; Tatighem en 1123 ; Tadiggahem en 1132 ; Tadingehem en 1139 ; Thadinghem en 1227 ; Todinguehem en 1240 ; Tadinghem en 1296 ; Tattinghem en 1300 ; Tatinguhem en 1329 ; Tadinguehem en 1545 ; Tatinguem en 1553, Tattinghen 1793 ; Lottinghen et Tatinghem depuis 1801.

## Histoire
En 1132, Thierry d'Alsace comte de Flandre, approuve la donation de 30 mesures de terres féodales (environ 13 hectares) situées à Tatinghem donation faite à l'abbaye de Saint-Bertin de Saint-Omer par Baudouin, fils d'Élembert de Kelmes (Quelmes).
Le 16 décembre 2015, le conseil municipal de la commune valide la fusion avec la commune voisine de Saint-Martin-au-Laërt par 14 voix pour et 5 contre. La nouvelle commune de Saint-Martin-lez-Tatinghem a été créée le 1er janvier 2016.
La commune déléguée est supprimée par décision du conseil municipal de la commune nouvelle de Saint-Martin-lez-Tatinghem du 19 juin 2020,.

## Politique et administration
| Période                                  | Période      | Identité          | Étiquette | Qualité                                                                     |
| ---------------------------------------- | ------------ | ----------------- | --------- | --------------------------------------------------------------------------- |
| Les données manquantes sont à compléter. |              |                   |           |                                                                             |
| mars 2001                                | 2008         | Michel Blarel     | PS        |                                                                             |
| 2008                                     | octobre 2017 | Gilles Louf       | PS        | Contrôleur principal des finances publiques Réélu pour le mandat 2014-2020, |
| octobre 2017                             | En cours     | Alexandre Sannier | PS        | Maire délégué                                                               |

## Démographie

### Évolution démographique
L'évolution du nombre d'habitants est connue à travers les recensements de la population effectués dans la commune depuis 1793. À partir du 1er janvier 2009, les populations légales des communes sont publiées annuellement dans le cadre d'un recensement qui repose désormais sur une collecte d'information annuelle, concernant successivement tous les territoires communaux au cours d'une période de cinq ans. 
Pour les communes de moins de 10 000 habitants, une enquête de recensement portant sur toute la population est réalisée tous les cinq ans, les populations légales des années intermédiaires étant quant à elles estimées par interpolation ou extrapolation. Pour la commune, le premier recensement exhaustif entrant dans le cadre du nouveau dispositif a été réalisé en 2006,.
En 2013, la commune comptait 1 803 habitants, en évolution de −0,5 % par rapport à 2008 (Pas-de-Calais : +0,78 %, France hors Mayotte : +2,49 %).
| 1793 | 1800 | 1806 | 1821 | 1831 | 1836 | 1841 | 1846 | 1851 |
| ---- | ---- | ---- | ---- | ---- | ---- | ---- | ---- | ---- |
| 340  | 374  | 385  | 451  | 549  | 596  | 620  | 635  | 627  |

| 1856 | 1861 | 1866 | 1872 | 1876 | 1881 | 1886 | 1891 | 1896 |
| ---- | ---- | ---- | ---- | ---- | ---- | ---- | ---- | ---- |
| 654  | 676  | 694  | 708  | 759  | 741  | 780  | 802  | 824  |

| 1901 | 1906 | 1911 | 1921 | 1926 | 1931 | 1936 | 1946 | 1954 |
| ---- | ---- | ---- | ---- | ---- | ---- | ---- | ---- | ---- |
| 789  | 773  | 784  | 700  | 699  | 714  | 734  | 710  | 752  |

| 1962 | 1968 | 1975 | 1982  | 1990  | 1999  | 2006  | 2011  | 2013  |
| ---- | ---- | ---- | ----- | ----- | ----- | ----- | ----- | ----- |
| 693  | 962  | 925  | 1 462 | 1 589 | 1 722 | 1 796 | 1 756 | 1 803 |

### Pyramide des âges
La population de la commune est relativement jeune. Le taux de personnes d'un âge supérieur à 60 ans (13,5 %) est en effet inférieur au taux national (21,6 %) et au taux départemental (19,8 %).
À l'instar des répartitions nationale et départementale, la population féminine de la commune est supérieure à la population masculine. Le taux (51,1 %) est du même ordre de grandeur que le taux national (51,6 %).
La répartition de la population de la commune par tranches d'âge est, en 2007, la suivante :
- 48,9 % d’hommes (0 à 14 ans = 23,2 %, 15 à 29 ans = 17,5 %, 30 à 44 ans = 24,1 %, 45 à 59 ans = 22,6 %, plus de 60 ans = 12,6 %) ;
- 51,1 % de femmes (0 à 14 ans = 24,1 %, 15 à 29 ans = 14,6 %, 30 à 44 ans = 23,9 %, 45 à 59 ans = 23,1 %, plus de 60 ans = 14,4 %).

| Hommes | Classe d’âge | Femmes |
| ------ | ------------ | ------ |
| 0,0    | 90 ans ou +  | 0,3    |
| 3,9    | 75 à 89 ans  | 4,5    |
| 8,7    | 60 à 74 ans  | 9,6    |
| 22,6   | 45 à 59 ans  | 23,1   |
| 24,1   | 30 à 44 ans  | 23,9   |
| 17,5   | 15 à 29 ans  | 14,6   |
| 23,2   | 0 à 14 ans   | 24,1   |

| Hommes | Classe d’âge | Femmes |
| ------ | ------------ | ------ |
| 0,2    | 90 ans ou +  | 0,8    |
| 5,1    | 75 à 89 ans  | 9,1    |
| 11,1   | 60 à 74 ans  | 12,9   |
| 21,0   | 45 à 59 ans  | 20,1   |
| 20,9   | 30 à 44 ans  | 19,6   |
| 20,4   | 15 à 29 ans  | 18,5   |
| 21,3   | 0 à 14 ans   | 18,9   |

## Culture locale et patrimoine

### Lieux et monuments
- L'église Saint-Jacques du XVIIe siècle. La cloche et la chaire à prêcher sont des monuments historiques à titre d'objet.
- Dans l'église une plaque mémoriale de 1914-1918 de la paroisse.
- Le monument aux morts, commémorant les guerres de 1914-1918 et de 1939-1945.
- La chapelle du Sacré-Cœur, intégrée dans un bâtiment de ferme.
- La salle Marguerite-Grare et la salle polyvalente.
- Le sentier de randonnée pédestre autour du village.

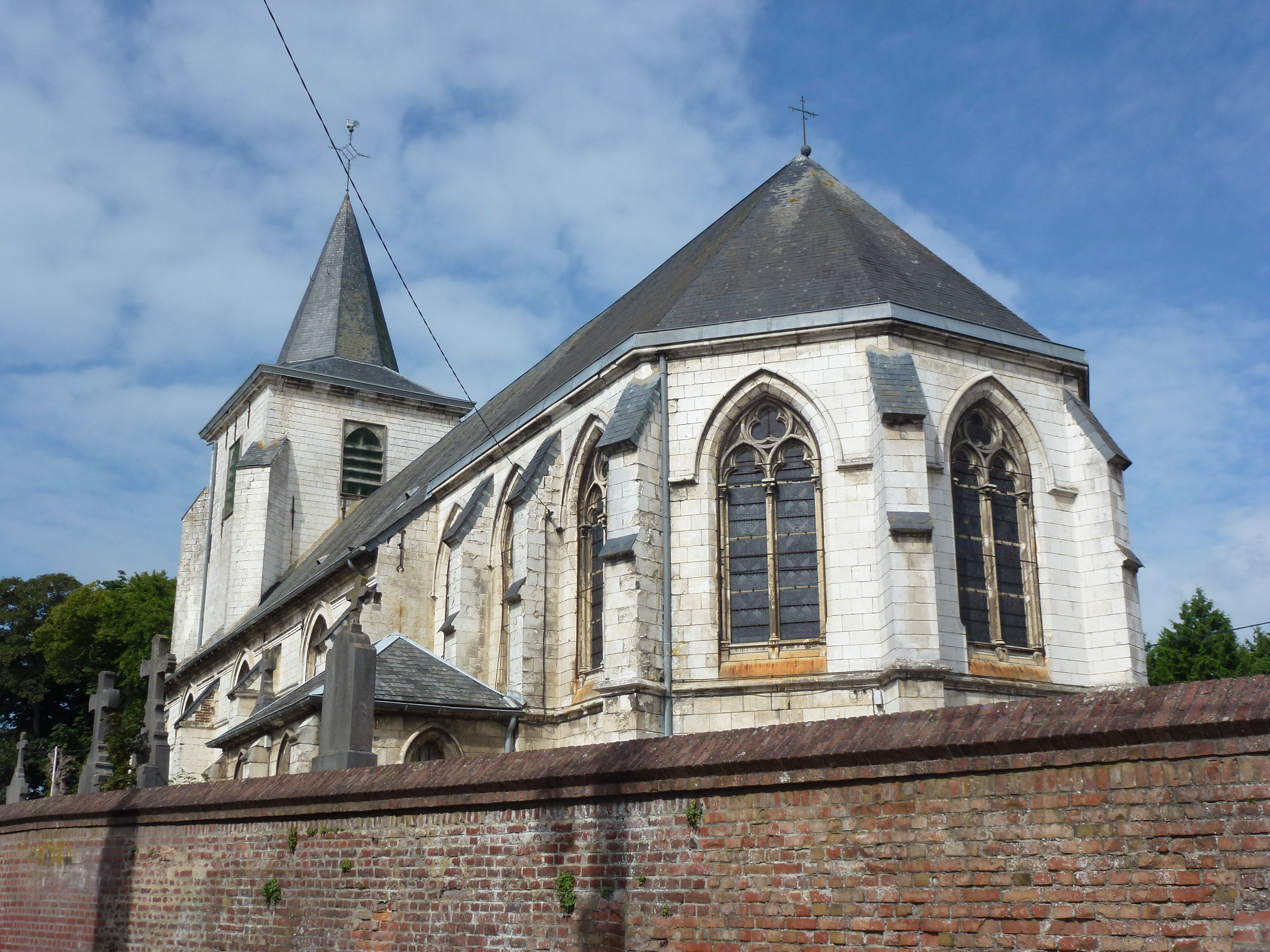
L'église Saint-Jacques.
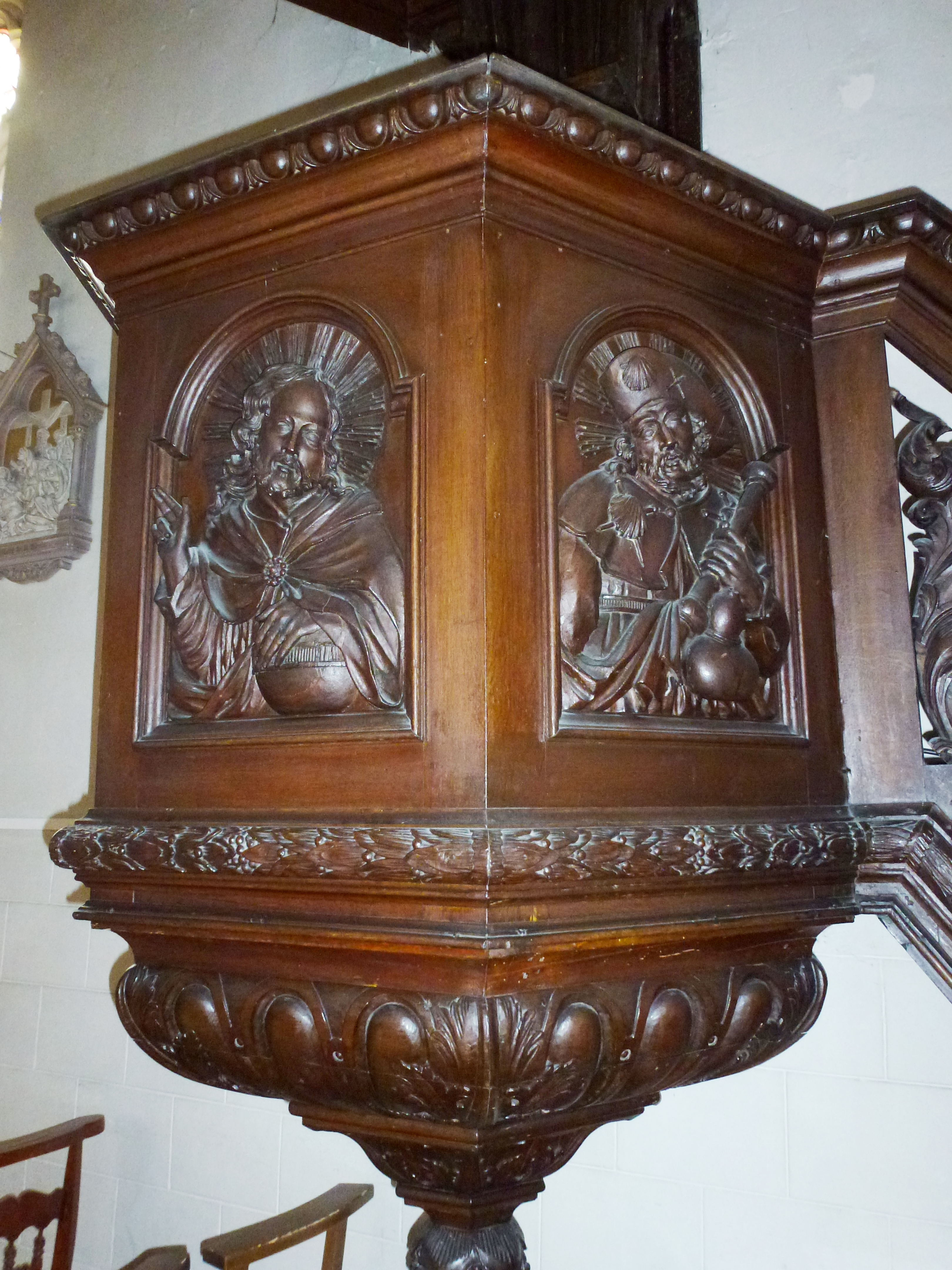
La chaire à prêcher, détail.
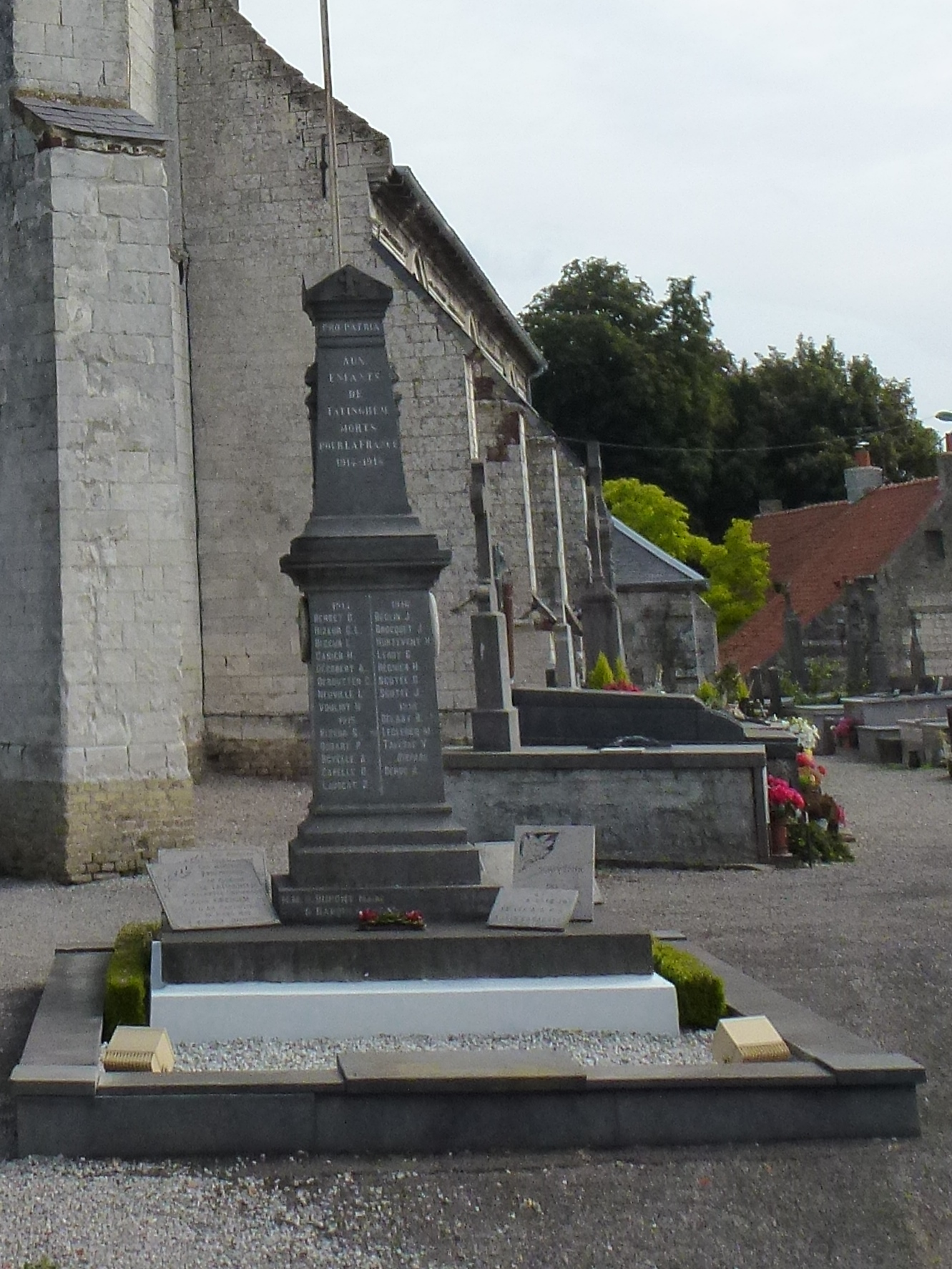
Le monument aux morts.
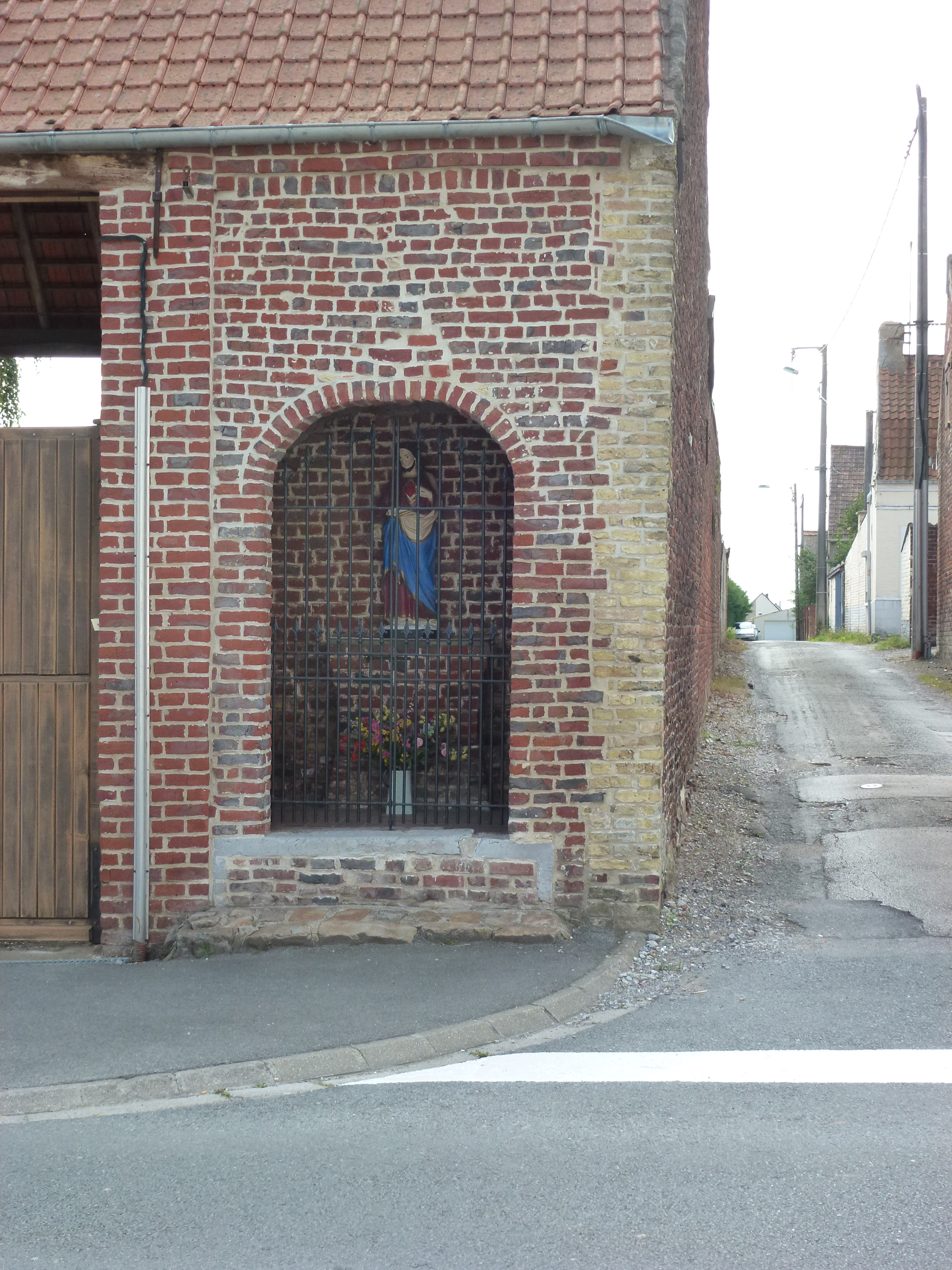
La chapelle du Sacré-Cœur.

### Héraldique
|  | Les armes de la commune se blasonnent ainsi : d’or aux trois étoiles d'azur, au chef du même chargé de deux fleurs de lys au pied nourri du champ. |

## Pour approfondir